# Gle Tanjung
Gle Tanjung är en kulle i Indonesien.   Den ligger i provinsen Aceh, i den västra delen av landet, 1 800 km nordväst om huvudstaden Jakarta. Toppen på Gle Tanjung är 232 meter över havet.
Terrängen runt Gle Tanjung är kuperad åt nordost, men åt sydväst är den platt. Terrängen runt Gle Tanjung sluttar västerut.Runt Gle Tanjung är det ganska tätbefolkat, med 58 invånare per kvadratkilometer. I omgivningarna runt Gle Tanjung växer i huvudsak städsegrön lövskog.